# Észak-Karolina megyéi

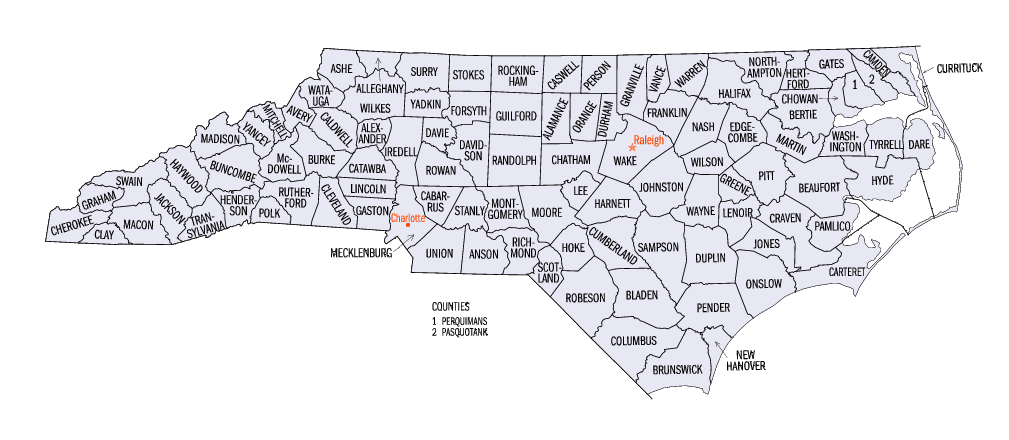
Észak-Karolina megyéi

Észak-Karolina 100 megyére (angolul county) oszlik. Az állam nagyságát tekintve csak a 28. az Amerikai Egyesült Államokban, de a megyék számát tekintve a hetedik.
Amikor 1660-ban II. Károly angol király visszanyerte a trónját, az őt támogató nemeseknek, hűséges szolgálatuk fejében, ajándékozta Észak-Karolinát. A terület 1663 és 1729 között brit gyarmat volt. A gyarmatot 1729-ben két részre osztották; Észak- és Dél-Karolinára.
Észak-Karolina megyéinek kialakítása 240 évig tartott, 1668-tól, Albermale megye létrehozásától, 1911-ig Avery és Hoke megyék kijelöléséig.

## Megyék listája
| Megye neve   | Székhelye      | Létrehozása (év) | Lakosainak száma (fő) | Területe (km²) |
| ------------ | -------------- | ---------------- | --------------------- | -------------- |
| Alamanche    | Graham         | 1849             | 130.800               | 1.127          |
| Alexander    | Taylorscille   | 1847             | 33.603                | 681            |
| Alleghany    | Sparta         | 1859             | 10.667                | 611            |
| Anson        | Wadesboro      | 1750             | 25.275                | 1.391          |
| Ashe         | Jefferson      | 1799             | 24.384                | 1.106          |
| Avery        | Newland        | 1911             | 17.167                | 640            |
| Beaufort     | Washington     | 1712             | 44.958                | 2.484          |
| Bertie       | Windsor        | 1722             | 19.773                | 1.919          |
| Bladen       | Elizabethtown  | 1734             | 32.278                | 2.297          |
| Brunswick    | Bolivia        | 1764             | 73.143                | 2.719          |
| Buncombe     | Ashville       | 1791             | 206.330               | 1.709          |
| Burke        | Morganton      | 1777             | 89.148                | 1334           |
| Cabarrus     | Concord        | 1792             | 131.063               | 945            |
| Caldwell     | Lenoir         | 1841             | 77.415                | 1228           |
| Camden       | Camden         | 1777             | 6.885                 | 793            |
| Carteret     | Beaufort       | 1722             | 59.83                 | 3.473          |
| Caswell      | Yanceyville    | 1777             | 23.501                | 1.109          |
| Catawba      | Newton         | 1842             | 141.685               | 1.072          |
| Chatham      | Pittsboro      | 1771             | 49.329                | 1.836          |
| Cherokee     | Murphy         | 1839             | 24.298                | 1.287          |
| Chowan       | Edenton        | 1668             | 14.526                | 603            |
| Clay         | Hayesville     | 1861             | 8.775                 | 572            |
| Cleveland    | Shelby         | 1841             | 96.287                | 1.215          |
| Columbus     | Whiteville     | 1808             | 54.749                | 2.471          |
| Craven       | New Bern       | 1712             | 91.436                | 2.005          |
| Cumberland   | Fayettville    | 1754             | 302.963               | 1.704          |
| Currituck    | Currituck      | 1668             | 18.190                | 1.362          |
| Dare         | Manteo         | 1870             | 29.967                | 4.046          |
| Davidson     | Lexinton       | 1822             | 147.246               | 1.469          |
| Davie        | Mocksville     | 1836             | 34.835                | 692            |
| Duplin       | Kenansville    | 1750             | 49.063                | 2.121          |
| Durham       | Durham         | 1881             | 223.314               | 772            |
| Edgecombe    | Tarboro        | 1741             | 55.606                | 1.313          |
| Forsyth      | Winston-Salem  | 1849             | 306.067               | 1.070          |
| Franklin     | Louisburg      | 1779             | 47.260                | 1.282          |
| Gaston       | Gastonia       | 1846             | 190.365               | 943            |
| Gates        | Gatesville     | 1779             | 10.516                | 896            |
| Graham       | Robbinsville   | 1872             | 7.993                 | 782            |
| Granville    | Oxford         | 1746             | 48.498                | 1.391          |
| Green        | Snow Hill      | 1791             | 18.794                | 689            |
| Guilford     | Greensboro     | 1771             | 421.048               | 1.704          |
| Halifax      | Halifax        | 1758             | 57.370                | 1.893          |
| Harnett      | Lilington      | 1855             | 91.025                | 1.557          |
| Haywood      | Waynesville    | 1808             | 54.033                | 1.437          |
| Henderson    | Hendersonville | 1838             | 89.173                | 971            |
| Hertford     | Winton         | 1759             | 22.601                | 932            |
| Hoke         | Raeford        | 1911             | 33.646                | 1.015          |
| Hyde         | Swan Quarter   | 1705             | 5.826                 | 3.688          |
| Iredell      | Statesville    | 1788             | 122.660               | 1.546          |
| Jackson      | Sylvia         | 1851             | 33.121                | 1.279          |
| Johnston     | Smithfield     | 1746             | 121.965               | 2.062          |
| Jones        | Trenton        | 1779             | 10.381                | 1.225          |
| Lee          | Sanford        | 1907             | 49.040                | 671            |
| Lenoir       | Kingston       | 1791             | 59.648                | 1.041          |
| Lincoln      | Lincolnton     | 1779             | 63.780                | 795            |
| McDowell     | Marion         | 1842             | 42.151                | 1.155          |
| Macon        | Franklin       | 1828             | 29.811                | 1.344          |
| Madison      | Marshall       | 1851             | 19.635                | 1.171          |
| Martin       | Williamston    | 1774             | 25.593                | 1.194          |
| Mecklenburg  | Charlotte      | 1762             | 695.454               | 1.414          |
| Mitchell     | Bakerville     | 1861             | 15.687                | 575            |
| Montgomery   | Troy           | 1779             | 26.822                | 1.300          |
| Moore        | Carthage       | 1784             | 74.769                | 1.829          |
| Nash         | Nashville      | 1777             | 87.420                | 1.406          |
| New Hanover  | Wilmington     | 1729             | 160.307               | 850            |
| Northamton   | Jackson        | 1741             | 22.086                | 1.427          |
| Onslow       | Jacksonville   | 1734             | 118.227               | 1.039          |
| Pamlico      | Bayboro        | 1872             | 12.934                | 749            |
| Pasquotank   | Elizabeth City | 1668             | 34.897                | 749            |
| Pender       | Burgaw         | 1875             | 41.082                | 2.416          |
| Perquimans   | Hertford       | 1668             | 11.368                | 852            |
| Person       | Roxboro        | 1791             | 35.623                | 1.046          |
| Pitt         | Greenville     | 1760             | 133.798               | 1.696          |
| Polk         | Columbus       | 1855             | 18.324                | 619            |
| Randolf      | Asheboro       | 1779             | 130.454               | 2.046          |
| Richmond     | Rockingham     | 1779             | 46.564                | 1.243          |
| Robeson      | Lumberston     | 1787             | 123.339               | 2.463          |
| Rockingham   | Wentworth      | 1785             | 91.928                | 1.481          |
| Rowan        | Salisbury      | 1753             | 130.340               | 1.357          |
| Rutherford   | Rutherfordton  | 1779             | 62.889                | 1.466          |
| Sampson      | Clinton        | 1784             | 60.161                | 2.453          |
| Scotland     | Laurinburg     | 1899             | 35.998                | 831            |
| Stanly       | Albemarle      | 1841             | 58.100                | 1.046          |
| Stokes       | Danbury        | 1789             | 44.711                | 1.181          |
| Surry        | Dobson         | 1771             | 71.219                | 1.393          |
| Swain        | Bryson City    | 1871             | 12.968                | 1.401          |
| Transylvania | Brevard        | 1861             | 29.334                | 987            |
| Tyrrel       | Columbia       | 1729             | 4.149                 | 1.554          |
| Union        | Monroe         | 1842             | 123.677               | 1.658          |
| Vance        | Raleigh        | 1771             | 627.846               | 2.220          |
| Wake         | Warrenton      | 1779             | 19.972                | 1.150          |
| Warren       | Warrenton      | 1779             | 19.972                | 1.150          |
| Washington   | Plymouth       | 1799             | 13.723                | 1.098          |
| Watauga      | Boone          | 1849             | 42.695                | 811            |
| Wayne        | Goldsboro      | 1779             | 113.329               | 1.443          |
| Wilkes       | Wilkesboro     | 1778             | 65.632                | 1.968          |
| Wilson       | Wilson         | 1855             | 73.814                | 969            |
| Yadkin       | Yadkinville    | 1850             | 36.348                | 873            |
| Yancey       | Brunsville     | 1833             | 17.774                | 811            |